# محمد بن عبد العزيز الشهيل
محمد بن عبد العزيز الشهيل (1316 - 1419) قيادي عسكري سعودي عاش جميع مراحل تكوين المملكة العربية السعودية، ويعتبر من أبرز رجال الملك عبد العزيز آل سعود وأشهرهم، ومن أعمدة الدولة أثناء تأسيس المملكة.

## عن حياته
ولد في المزاحمية عام 1316 هجرية ، ، اشتهرت عائلة "الشهيل" باسم الجد السادس قبل ثلاثة قرون وعرف عنهم التجارة والإمارة، ترجع من عائذ في نجد التي تعود بنسبها إلى "عبيدة" القبيلة القحطانية، ومعنى "شهيل" أي عيون شهلاء وهي التي يخالط سوادها زرقة، تنحدر أسرته إلى المزاحمية في منطقة الرياض.

## النسب
محمد بن عبد العزيز بن راشد بن عبد الله بن محمد بن إبراهيم بن راشد بن شهيل، يرجع نسبه إلى آل شهيل في الرياض منذ حل به جدهم الاعلى "شهيل" قبل دعوة محمد بن عبد الوهاب ببضعة عقود حتى الفترة التي أعقبت سقوط الدرعية، وهي الفترة القصيرة التي توزعت أثنائها البلاد بين حكومات مناطقية ومشيخات قبلية وكانت منها مشيخة الرياض التي ترأسها الشيخ ناصر العائذي الجد السابع لـ محمد بن عبد العزيز الشهيل قبل تأسيس المملكة العربية السعودية وتحولها إلى عاصمة لها، ولكن بعد تكوين الدولة وتوحيد البلاد، قد تجذر ولاء سلالته كغيرهم إلى "آل سعود"، أثناء إمامة تركي بن عبد الله انتقل راشد جد صاحب السيرة إلى مكان قرب المزاحمية أسس بها "قصور آل شهيل" حتى تفرق أبناء العائلة مابين الرياض وحائل والشرقية والحدود الشمالية وتبوك والطائف.

## مناصبه
- أميراً على منطقة تبوك
- أميراً على منطقة الطائف
- أميراً على منطقة الحدود الشمالية
- إمارة لينة
- إمارة تربه
- إمارة الليث

## معارك شارك بها

### العُلا
بدأ جهاده بعمر 15 سنة، وقاد ضمن مجموعة أمرها الأمير عبد العزيز بن مساعد بن جلوي لتأديب بعض القبائل العاصية، وبعد مدة قصيرة إستولت هذه المجموعة على الحجر ( مدائن صالح ) ونجحت بالاستيلاء على مدينة العلا، فرفع برقية للملك عبد العزيز يبشرة بالنصر.
- منطقة تبوك:

كُلف بالتوجه إلى تبوك؛ فدخلها بعد معارك قصيرة مع حاميتها الأجنبية، وقد عُين أميراً عليها حتى عام 1347هـ ومن تبوك ذهب إلى حقل ثم إلى حدود العقبة، ثم عاد إلى تبوك غانماً أموالاً كثيرة، ثم بنى قصراً فيها.
في عام 1926/2/2 تمت ترجمة مذكرة من رئيس نظار شرقي الأردن، عمان، على كبير الممثلين البريطانيين في عمان، مؤرخة في 22 فبراير ( شباط ) 1926 م تبين المذكرة، أن سلطان نجد عين محمد بن الشهيل ( من العارض ) أميرًا على تبوك وأن هذا الأمير منع الترهات وأعلن ان الطرق مفتوحة أمام كل من يرغب التوجه إلى شرقي الأردن وفلسطين وسورية شريطة حصوله على وثيقة سفر. و تقوم المذكرة الإجراءات التأديبية التي اتخذتها حكومة سلطان نجد، ممثلة في أمير تبوك، ضد البدو الذين أغاروا على عرب الهجايا، وتضيف المذكرة ان الظروف المعيشية الصعبة في تبوك تحسنت بعد أن وصلتها إمدادات من الأغذية من ميناء ضبا. وفي شان خط سكة حديد الحجاز تفيد المذكرة أنه تم إستكمال الأصلاحات على الخط بين المدينة المنورة والعلا فيما لا تزال الاشغال قائمة بين العلا وتبوك.هذه وثيقة من محفوظات الخارجية البريطانية.

### قيادة الاخوان
قاد قوة كان معظم عناصرها من "الأخوان"، ورغم أنها لم تكن كبيرة، ولكن يبدو أنها كانت مختارة، ومجهزة تجهيزاً جيداً، ومنضبطة، وإلا ما استطاعت التغلب على القوى الكبيرة المكونة من بعض عناصر الجيش الأردني، وبعض القبائل بقيادة " عواد الجهنى "، وتؤزرهم : طائرة ومواصلة الأنتصارات حتى استسلمت كل من ضباء، والوجه، وحقل إلى أن توقفت عند حدود العقبة، ولكن يبدو أن الملك عبد العزيز رأى ضرورة مزيد من القوة لأقرار الأمن وتأديب العصاة، وبالفعل أٌمِر له بمزيدٍ من الرجال الذين كان بينهم مدربون على المدافع والرشاشات، وفي عام 1346 هـ أستدعاه الملك عبد العزيز إلى جدة ولما جاءه بقي عنده خمسة أو ستة أيام، وقال له الملك عبد العزيز: "أبغاك ترجع إلى بلدك تبوك".

### اليمن وقيادة الحملة التأديبية
في العام 1349هـ، انتقل من إمارة "تبوك "إلى إمارة " تربة " ، أثناء ذلك حاول الإمام الحسن بن على الإدريسي عند عقد معاهدة حماية مع الملك عبد العزيز يتنازل بموجبها عن السياسة الخارجية، ومنح الامتيازات، وأبرأ السلام إلا بعد موافقة صاحب الجلالة ملك الحجاز، وسلطان نجد، وفي المقابل توكل للإدريسى إدارة شؤون بلادة الداخلية، والتعهد بحمايته، إلا أن الإنجليز غاظهم قيام دولة عربية كبرى مستقلة تمثل مداً تحررياً، ونهجاً تنويرياً، فهولت دعاية خصومه، وضخمت مكانتهم، وبالغت بتصوير تأثيرهم، ومدى نفوذهم، والإيطاليون كانوا يأملون بمصلحة أقتصادية ومزيدٍ من النفوذ السياسى في البحر الأحمر عقب أحتلالهم ميناء " مصوع "، و كانت مخابراتهم قد شاركت المخابرات البريطانية برسم خطة المؤامرة، ونشرت دعاية معادية، وزودت الإدريسى ببعض المال والسلاح، وحرضته على الإسراع بالثورة لإنتهاز إنشغال ابن سعود بفتنه ابن رفادة، والأكثر اندفاعا، وحماسا للقضاء على ابن سعود كان أمير شوقى الأردن الشريف عبد الله بن الحسين الذي لم يكن بعد قد تخلص من إحباطاته، وأثقال ماضية، وقد رأى في "حزب الأحرار الحجازى" المنأوئ لإبن سعود شريكا دعمه، ورشح أقطابه للتدريب على تنفيذ الخطة في إنجلترا وإيطاليا، ومن المتأمرين كان الملك : فؤاد " الذي ظن أن دخول الحجاز بحكم الملك عبد العزيز حال بينه، وبين الخلافة التي ألغاها " مصطفي كمال " في أعقاب هزيمة الدولة العثمانية في الحرب العالمية الأولى، وما شجر من خلاف سببه حادثة المحمل " المصرى بحج عام 1345 هـ / 1926م، والطريقة التي كانت تصرف فيها عوائد الأوقاف، فظل لهذين السببين معادياً للملك عبد العزيز، وقد رأى بتمرد ابن رفادة مناسبة لا تفوت، فشارك الأمير عبد الله الحسين، والإنجليز بالدعم والمساعدة، امام اليمن كان سيكون المستفيد الأكبر لو لم يبادر الملك إلى إخماد الفتنة، والقضاء على مثيريها، وضم المنطقة إلى أخواتها المناطق الأخرى تحت حكمة المباشر، حيث انضبطت شؤونها، واستقرت أحوالها وتحسنت بالإصلاح، ولأن الإمام كان يخطط، ويعمل، ويقاتل للحصول عليها، ولكن الملك أثبت بطلان الإدعاء، ومواجهة مخططاته، كان الملك عبد العزيز على علم بحقيقة نوايا وأهداف الإدريسى، ونشاط أطراف المؤامرة، وإخلاله بمعاهدة مكة، وتدخلات الدول الأجنبية، ولكنه حتى يحتوى الصدام المسلح، وتوتير علاقاته بدول شقيقة، وتجنب حرب الرابح فيها خاسر، لم يلبث إلا قليلا حتى وصلت قوة يقودها محمد بن عبد العزيز الشهيل أمير الطائف – حينذاك – الذي عمد أن يكون في المصالحة، ورغم ذلك لم يأمر الملك عبد العزيز بالهجوم، لم يشأ بتوسيع الشقاق، وليتفادى التأويلات المغرضة، ولا يدع مجالا للمصطادين بالماء العكر، أعطى الإدريسى فرصة لعله يعى المصلحة العامة، ويبصر الحقيقة، ذكر الإدريسى أن تدخلة كان بناءاً على طلبه، وقد حماه وأعزه، وحذر من أغراض المفسدين، وإن بينهما عهداً، ونصحة بالرجوع إلى جادة الصواب حتى لا يقع بمغبة أفعال غير مسؤولة، ووعده بالعفو، ومواصلة الدعم والاهتمام، وببرقية من الملك عبد العزيز لمندوبه محمد بن شهيل، صادرة في 1351/7/17 هـ جاء فيها :" على الخصم أن لا يخرج عن الخطة التي بيننا وبينه سابقا وإن يتقدم له ابن شهيل ومعه عشرة رجال حتى يصير القرار النهائي بينكم وبينه وأنتم تعرفون ما وصيتكم به إني أحب بقاء الحسن، وأعملوا على طريق الإصلاح إلى أخر نهاية وما اختلفتم فيه فحله عند الله ثم عندنا"، يتضح بهذه البقية أن الملك عبد العزيز إلى آخر لحظة كان يأمل بعودة الإدريسى عن التمادى حتى يحفظ نفسة، ويجنب المنطقة قيام فتنة تأكل الأخضر واليابس، ولكنه بنفس الوقت إحتاط بقوة عسكرية كافية تتدخل لمنع استشراء نار الفتنة إذا ثبتت مماطلة الإدريسي.
حيال هذه التداعيات تأكد أن الإدريسى تظاهر بالولاء، وأبطن نقض العهد، ونوى التمرد، وقد ثبت تواطؤه فكان لابد من الحسم العسكرى، حيث تحركت القوة المرابطة بوضع تعبئة بميناء " القنفذة "، و كانت تتألف من 500 جندي مزودين بالأسلحة والذخيرة، وتقلهم سبعون سيارة، وتترافقهم مصفحتان مزودتان بالمدافع الرشاشة والجبلية، ويباريهم لنشان يقلان مائة وخمسين جندياً، قاد القوة أمير الطائف – آنذاك – محمد بن عبد العزيز الشهيل الذي قدمته نجاحاته بتبوك، وتربة، وبخاصة نجاحة في تأديب بعض القبائل التي طلب الإدريسى من الملك عبد العزيز مساعدته على تأديبها بعد أن عجز عن ذلك، وما عبر عنه من إنطباع أثر مقابلته الإدريسى أستنتج منها أن الإدريسى مبيت نية التخلص من الحماية السعودية، حيث رفع لجلالة الملك عبد العزيز، وسمو نائبة على الحجاز فيصل بن عبد العزيز بإستنتاجة، فوقع عليه الاختيار لهذه الأسباب لقيادة الحملة العسكرية والمفاوضات.

### دخول جازان
في الصباح تحركت قوة بقيادة محمد الشهيل نحو جازان، واتجه زورقان لتمشيط الجزر من المتمردين، فتم الإستيلاء على جازان من البر والبحر، واخرج المتحصنون، وقبض على الدباغ "إحد أبرز أعضاء حزب الأحرار الحجازي ، ووضح أن الإدريسى ، ومن كانوا معه يفتقرون للفكر الاستراتيجى ، و التكتيك العسكرى ، لقد سقطت مدينة جازان ، و "فرسان" ، و كل الجزر والسواحل التي كان قد استولى عليها الإدريسى الذي ما أن سمع بأخبارها حتى أنتقل من "صبيا" إلى واد بقربها تكثر فيه أشجار السدر ، و أعلن النفير ، وأمر بقرع الطبول ، و لكنه رغم ذلك شعر بالفزع ، و العجز حيال الأنتصار الباهر الذي حققته القوة السعودية بسهوله ، و بمدة لم تستغرق إلا ساعات .

### الحدود الشمالية
كانت ملتهبة بسبب موقف الحكومة العراقية غير الودي ، و خوف الإنجليز من تعاظم شأن الملك عبد العزيز ، و تراوح بعض العشائر النجدية للعراق التي كانت مواليه لإبن رشيد ، وانقسام بعضها بين العراق وبين المملكة ، و حالة العداء السائدة ، وما كان من غزو ونهب وتهريب ، و خلافات على المياه والمراعى ، و الحكومة السعودية معروف عنها إهتمامها البالغ بالأمن ، و الدفاع عن الأرض ، و حماية رعاياها ، و هذه الجوانب كانت مفقودة بالعراق الذي قبائله لم تكن سيطرة الحكومة المركزية عليها فعليه ، و الإنجليز رأوا بضعفها ، هذه الأوضاع التي كانت عليها هذه الحدود ، و كانت تسمى " المنطقة المحايدة "، و تتبع إداريا إمارة منطقة حائل رأى أميرها عبد العزيز بن مساعد بن جلوى إنها بحاجة لأمير قوى، ومن ذوى الخبرة، والتجربة، فطلب من محمد بن عبد العزيز الشهيل ليكون أميرًا على هذه المنطقة التي أمضى فيها 12 سنة من ضمنها سنوات الحرب العالمية الثانية.

## وفاته
توفي محمد بن عبد العزيز الشهيل في عام 1419 هـ الموافق 1998 ميلاديا بمدينة الرياض عن عمر يناهز 99 سنة.

## أبناؤه
- فيصل الشهيل (متوفي). له من الأبناء منصور، معتز، ريما، والأميرة منى (متزوجة من الأمير نواف بن ناصر بن عبد العزيز آل سعود).

- عبد الله الشهيل (متوفي؛ أديب وكاتب معروف ورئيس الأندية الأدبيه بالمملكة سابقًا).له من الأبناء بدر، شهيل، وابنتان.

- عبد العزيز الشهيل (رجل أعمال). له من الأبناء الساري، الضاري، طلال، منصور، وثلاثة بنات.

- الأميرة نورة الشهيل. متزوجة من الأمير بدر بن سعود بن عبد العزيز آل سعود، ولها من الأبناء الأمير طلال، الأمير الوليد، الأمير حسام والأميرة سلطانة.

- خالد الشهيل (متوفي؛ رجل أعمال حر وكاتب صحفي سابق). له من الأبناء الوليد.

- فهد الشهيل (نائب الرئيس العام للمؤسسة العامة للخطوط الحديدية سابقًا). له من الأبناء ناصر (مدير كهرباء الخبر)، معتز (متوفي)، فيصل، المها، ورشا.

- سلطان الشهيل (رجل أعمال). متزوج من الدكتورة هند بنت ماجد بن محمد الخثيلة[3] وله من الأبناء فيصل، حسام، محمد، عذوق، سمو، الأميرة نورة (متزوجة من الأمير محمد بن يوسف بن سعود بن عبد العزيز آل سعود)، الأميرة الدكتورة عهود الشهيل (متزوجة من الأمير طلال بن عبد الله بن فيصل بن تركي الأول بن عبد العزيز آل سعود)، وأسيل (أصغر دبلوماسية سعودية في الأمم المتحدة).

- الجوهرة الشهيل.